# Monstera aureopinnata
Monstera aureopinnata är en kallaväxtart som beskrevs av Thomas Bernard Croat. Monstera aureopinnata ingår i släktet Monstera och familjen kallaväxter. Inga underarter finns listade.